# Krąplewo
Krąplewo (prononciation : [krɔmˈplɛvɔ]) est un village polonais de la gmina de Stęszew dans le powiat de Poznań de la voïvodie de Grande-Pologne dans le centre-ouest de la Pologne.
Il se situe à environ 3 kilomètres au nord de Stęszew (siège de la gmina) et à 19 kilomètres au sud-ouest de Poznań (siège du powiat et capitale régionale).

## Histoire
De 1975 à 1998, le village faisait partie du territoire de la voïvodie de Poznań.

Depuis 1999, Krąplewo est situé dans la voïvodie de Grande-Pologne.